# 12.º distrito local de Baja California
El 12.º distrito electoral local de Baja California es uno de los 17 distritos electorales en los que se encuentra dividido el territorio del estado de Baja California. Su cabecera es Tijuana.
Desde el proceso de redistritación de 2015, está situado en la mancha urbana de la ciudad, abarcando la zona sur, es decir, parte de la delegación municipal Sánchez Taboada.

## Distritaciones anteriores

### Distritación 1980
En 1980 se crea el 12.º distrito local para las elecciones de ese año. El distrito correspondía al municipio de Ensenada.

### Distritación 1986
6 años después, el distrito se traslada a la ciudad de Tijuana, abarcando la zona norte del municipio, en el cual se ubica el Aeropuerto Internacional Abelardo L. Rodríguez.

## Diputados electos
| Municipio | Legislatura | Diputado                               | Partido |
| --------- | ----------- | -------------------------------------- | ------- |
| Ensenada  | X           | María de la Luz Mangas de Agúndez      |         |
| Ensenada  | XI          | José Octavio Pérez Pazuengo            |         |
| Tijuana   | XII         | Guillermo Castellanos Martínez         |         |
| Tijuana   | XIII        | Nicolás del Real Montes                |         |
| Tijuana   | XIV         | Armando Ayón Carrillo                  |         |
| Tijuana   | XV          | Juan Meneses Jiménez                   |         |
| Tijuana   | XVI         | Sócrates Bastidas Hernández            |         |
| Tijuana   | XVII        | José de Jesús Martín Rosales Hernández |         |
| Tijuana   | XVIII       | Urbano Chávez Colecio                  |         |
| Tijuana   | XIX         | Enrique Méndez Juárez                  |         |
| Tijuana   | XX          | Laurencio Dado Alatorre                |         |
| Tijuana   | XXI         | José Roberto Dávalos Flores            |         |
| Tijuana   | XXII        | Raúl Castañeda Pomposo                 |         |
| Tijuana   | XXIII       | Catalino Zavala Márquez                |         |
| Tijuana   | XXIV        | Ramón Vázquez Valadez [R]              |         |
| Tijuana   | XXV         | Ramón Vázquez Valadez [R]              |         |